# Magnetoopór

Zasada działania zjawiska magnetooporu

Magnetoopór – zjawisko polegające na zmianie oporu materiałów pod wpływem zewnętrznego pola magnetycznego. Praktyczne zastosowanie znalazło w magnetoopornikach.
Istnieje wiele efektów, które można nazwać magnetoopornością. Niektóre występują w materiałach niemagnetycznych metalach i półprzewodnikach i zależą bezpośrednio od pola magnetycznego (magnetooporność geometryczna, oscylacje Shubnikova de Haasa lub powszechna dodatnia magnetooporność w metalach). Inne efekty występujące w metalach magnetycznych, które zależą niebezpośrednio od pola magnetycznego, to magnetorezystancja ujemna w ferromagnetykach lub magnetorezystancja anizotropowa (AMR). Wreszcie w systemach wieloskładnikowych lub wielowarstwowych (np. Magnetyczne złącza tunelowe) można zaobserwować gigantyczną magnetooporność (GMR), magnetooporność tunelową (TMR), kolosalną magnetooporność (CMR) i nadzwyczajną magnetooporność (EMR)
Po raz pierwszy efekt magnetorezystancji został odkryty w 1856 przez Williama Thomsona, znanego również pod tytułem Lorda Kelvina, lecz nie był w stanie zmniejszyć rezystancji elektrycznej czegokolwiek o mniej niż 5%. Dzisiejsze systemy takie jak półmetale czy struktury pierścienia EMR znane są z tego, że potrafią zmienić rezystancję magnetyczną o kilka rzędów wielkości.

## Rodzaje magnetooporu
Istnieje kilka rodzajów efektu magnetorezystancyjnego:
- GMR – gigantyczna magnetorezystancja
- TMR – tunelowa magnetorezystancja
- CMR – kolosalna magnetorezystancja
- BMR – balistyczna magnetorezystancja
- EMR – nadzwyczajna magnetorezystancja
- AMR – anizotropowa magnetorezystancja

## Odkrycie
W 1856 William Thomson odkrył magnetoopór zwyczajny. Eksperymentował z kawałkami żelaza i odkrył, iż opór zwiększa się gdy prąd elektryczny ma ten sam kierunek przepływu co siły pola magnetycznego i zmniejsza się gdy kierunek prądu zostanie zmieniony o 90° względem kierunku sił magnetycznych. Podczas kolejnych eksperymentów zastąpił żelazo niklem, uzyskując podobny rezultat, ale na większą skalę (efekt był bardziej zauważalny – łatwiejszy do pomiaru). Uzyskany efekt badań nazywany jest magnetooporem anizotropowym (AMR). Ponadto w 2007 roku Albert Fert i Peter Grünberg zostali nagrodzeni nagrodą Nobla za odkrycie gigantycznego magnetooporu.

## Magnetoopór geometryczny

Dysk Corbino – dla oddziaływania zewnętrznego pola magnetycznego, trajektoria ruchu nośników ulega zmianie z linii prostej na zakrzywioną

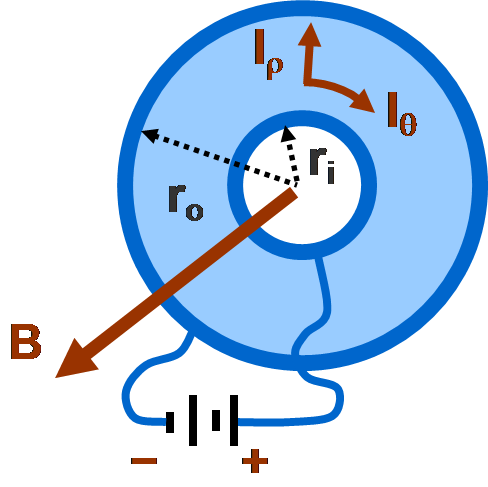
Corbino disc

Przykładem oporu magnetycznego związanego z kierunkiem pola magnetycznego i prądem elektrycznym może być efekt zaobserwowany na dysku Corbino. Składa się on z dwóch (oddzielonych od siebie) pierścieni wykonanych z nadprzewodników, między które doprowadzone jest napięcie z baterii. Bez przyłożonego pola magnetycznego, prąd płynie radialnie (najkrótszą drogą) z jednego pierścienia na drugi. Przykładając pole magnetyczne prostopadle do pola powierzchni pierścieni, na płynący prąd zadziała siła Lorentza. W rezultacie ruchliwość przepływających nośników ulegnie zmniejszeniu, a więc rezystancja pomiędzy pierścieniami zwiększy się. Efekt ten zależy nie tylko od wartości przyłożonego pola magnetycznego, ale głównie od wymiarów geometrycznych zastosowanego układu. Stąd nazwa zjawiska magnetooporu geometrycznego. Ludwig Boltzmann jako pierwszy zainteresował się tą kwestią w 1886 roku. Później, w 1911 roku została ona ponownie zbadana przez Orso Mario Corbino.
W prostym modelu, zakładającym, że reakcja na siłę Lorentza jest taka sama, jak w przypadku pola elektrycznego, prędkość nośnika {\displaystyle \mathbf {v} } jest określona przez:
{\displaystyle \mathbf {v} =\mu \left(\mathbf {E} +\mathbf {v\times B} \right),}
gdzie {\displaystyle \mu } jest ruchliwością nośników. Wyznaczając równie dla prędkości, otrzymujemy:
{\displaystyle \mathbf {v} ={\frac {\mu }{1+(\mu B)^{2}}}\left(\mathbf {E} +\mu \mathbf {E\times B} +\mu ^{2}(\mathbf {B\cdot E} )\mathbf {B} \right)={\frac {\mu }{1+(\mu B)^{2}}}\left(\mathbf {E} _{\perp }+\mu \mathbf {E\times B} \right)+\mu \mathbf {E} _{\parallel },}
Widoczna jest efektywna redukcja ruchliwości nośników z powodu oddziaływania pola magnetycznego B (dla ruchu prostopadłego do tego pola). Prąd elektryczny (proporcjonalny do radialnej składowej prędkości) będzie się zmniejszał wraz ze wzrostem pola magnetycznego, a zatem wzrośnie rezystancja urządzenia. Co ważniejsze, ten scenariusz magnetorezystancyjny zależy znacząco od geometrii urządzenia i linii prądowych.
W półprzewodniku z pojedynczym typem nośnika magnetorezystancja jest proporcjonalna do (1 + (μB)²) [m2/V·s lub T −1], gdzie μ to ruchliwość nośników, a B to indukcja pola magnetycznego [T]. Antymonid indowy, przykład półprzewodnika o wysokiej ruchliwości, może mieć ruchliwość elektronów powyżej 4 T −1 przy 300 K. Tak więc na przykład w polu 0,25 T wzrost magnetooporności wyniósłby 100%.